# 혼종어
혼종어(混種語, 영어: hybrid word)는 두 개 이상의 언어에서 유래한 복합어를 말한다.

## 영어의 예
- Asexual: 그리스어 A는 없음을, 라틴어 sexus는 성을 뜻한다. 즉 무성애를 말한다.

## 같이 보기
- 외래어
- 한국어식 영어
- 일본어식 영어